# Pamaquine
Pamaquine là một loại thuốc 8-aminoquinoline trước đây được sử dụng để điều trị bệnh sốt rét. Nó liên quan chặt chẽ với primaquine.

## Từ đồng nghĩa
- Plasmochin
- Plasmoquine [1][2]
- Plasmaquine

## Công dụng
Pamaquine có hiệu quả chống lại các hypnozoites của malarias tái phát (P. vivax và P. ovale); và không giống như primaquine, nó cũng rất hiệu quả đối với các giai đoạn hồng cầu của cả bốn loại malarias ở người. Một thử nghiệm lâm sàng nhỏ về pamaquine như một phương pháp dự phòng nguyên nhân đã gây thất vọng  (trong khi primaquine là một phương pháp dự phòng nguyên nhân cực kỳ hiệu quả).
Pamaquine độc hơn và kém hiệu quả hơn primaquine; do đó, pamaquine không còn được sử dụng thường xuyên, và trong số hai, chỉ có primaquine hiện được Tổ chức Y tế Thế giới khuyên dùng.

## Tác dụng phụ
Giống như primaquine, pamaquine gây thiếu máu tán huyết ở bệnh nhân thiếu G6PD. Do đó, bệnh nhân phải luôn được kiểm tra tình trạng thiếu G6PD trước khi được kê đơn pamaquine.

## Lịch sử
Pamaquine là thuốc chống sốt rét tổng hợp thứ hai được phát hiện (sau xanh methylen). Nó được tổng hợp bởi Schulemann, Schoenhoeffer và Wingler vào năm 1924. Năm 1926, Roehl đã chứng minh rằng pamaquine có hiệu quả trong điều trị sốt rét ở chim và đưa nó vào sử dụng ở người. Sự phát triển của nó rất đáng quan tâm trong lịch sử dược lý vì đây là một trong những chiến thắng đầu tiên trong việc xác nhận tiềm năng của việc áp dụng hóa học hữu cơ vào việc tổng hợp các hóa chất có khả năng chống nhiễm trùng với độ đặc hiệu tốt trong khi trình bày các tác dụng phụ đủ nhỏ có thể gây hại lớn hơn, liên quan đến sự thay thế hiện đại của ít hoặc không điều trị hiệu quả đối với nhiều bệnh suy nhược. Nói cách khác, nó đã mở rộng bằng chứng cho thấy hy vọng về tiềm năng lớn của hóa trị liệu chống vi trùng do Paul Ehrlich và những người khác thể hiện là đáng để theo đuổi với nhiều nghiên cứu hơn  :88–91 và những chiến thắng sớm như arsphenamine không chỉ là sán cô lập. Đây là khoảng thời gian khi các ứng dụng kinh tế lớn nhất của hóa học hữu cơ bao gồm thuốc nhuộm dệt, chất nổ, đạn dược và vũ khí hóa học nhưng chưa phải là dược phẩm. Thực tế là các thí nghiệm lặp lại có hệ thống cuối cùng đã tổng hợp được một loại thuốc chống sốt rét có hiệu quả gấp 30 lần so với quinine  :91 trong khi đủ an toàn để sử dụng (so với các lựa chọn thay thế ảm đạm của thời đại) đã hỗ trợ cho khái niệm phòng thí nghiệm nghiên cứu dược phẩm hiện đại. vì nó sẽ phát triển trong những thập kỷ tới.
Một thử nghiệm lớn về pamaquine được thực hiện bởi Quân đội Y tế Hoàng gia và Cơ quan Y tế Ấn Độ Anh năm 1929 cho thấy lần đầu tiên có thể ngăn ngừa tái phát bệnh sốt rét vivax. Trước đó, người ta đã hiểu rằng bệnh nhân bị sốt rét vivax sẽ bị tái phát, nhưng không có cách điều trị nào có thể ngăn ngừa tái phát xảy ra.
Các trọng số tương đối của lợi ích điều trị và tác hại thay đổi trong nhiều thập kỷ khi khoa học tiến bộ. Khoảng một thập kỷ sau khi pamaquine có sẵn, chloroquine đã đến, và khoảng một thập kỷ sau đó, primaquine đã đến. Pamaquine độc hơn và kém hiệu quả hơn primaquine; do đó, pamaquine không còn được sử dụng thường xuyên, và trong số hai, chỉ có primaquine hiện được Tổ chức Y tế Thế giới khuyên dùng.